# Ellen Michaels
Ellen Michaels es una modelo y fotógrafa estadounidense.
Fue Playmate del Mes para la revista Playboy en el número de marzo de 1972. Fue fotografiada por Dwight Hooker.
Michaels, que se estaba sacando su graduado en educación primaria en el tiempo de su sesión fotográfica, se convirtió en una exitosa modelo por realizar desde campañas publicitarias hasta portadas de novelas románicas. Aparece en muchos álbumes de música incluyendo The Salsoul Orchestra, Eric Clapton, y Barrabás.
También ha donado gran parte de su tiempo a trabajos de caridad con discapacitados y personas mayores, y tuvo un programa de voluntariado para los ciegos durante muchos años.
Actualmente es fotógrafa de fauna y flora salvaje, especializada en fotos de pájaros, mariposas, insectos y paisajes de Central Park en Nueva York.